# Tanystylum ulreungum
Tanystylum ulreungum is een zeespin uit de familie Ammotheidae. De soort behoort tot het geslacht Tanystylum. Tanystylum ulreungum werd in 1983 voor het eerst wetenschappelijk beschreven door Kim. 